# Galasjön
Galasjön är en sjö i Örnsköldsviks kommun i Ångermanland och ingår i Moälvens huvudavrinningsområde. Sjön har en area på 1,55 kvadratkilometer och ligger 193,1 meter över havet. Sjön avvattnas av vattendraget Galasjöån.

## Delavrinningsområde
Galasjön ingår i det delavrinningsområde (703169-161740) som SMHI kallar för Utloppet av Galasjön. Medelhöjden är 249 meter över havet och ytan är 11,19 kvadratkilometer. Räknas de 3 avrinningsområdena uppströms in blir den ackumulerade arean 18,58 kvadratkilometer. Galasjöån avvattnar avrinningsområdet och vattnet fortsätter därefter via Moälven innan det når havet efter 43 kilometer. Avrinningsområdet består mestadels av skog (78 procent). Avrinningsområdet har 1,55 kvadratkilometer vattenytor vilket ger det en sjöprocent på 13,9 procent.